# 1825年12月9日日食
1825年12月9日日食为一次在协调世界时1825年12月9日出現的。該次日食食分為1.0148，食甚維持1分34秒。

## 概述
這次日食的食分是1.0148，維持1分34秒。

## 基本參數
- 類型：
- 食甚資料：
  - 日期：1825年12月9日
  - 時間：20時21分45秒
  - 地點：9N 127W
  - 食分：1.0148
  - 持續時間：1分34秒

## 外部連結
- NASA日食專頁（页面存档备份，存于）（英文）